# Église Saint-Amand de Bascons
L'église Saint-Amand se situe sur la commune de Bascons, dans le département français des Landes. Elle est inscrite au titre des monuments historiques par arrêté du 23 septembre 1970.

## Présentation
Cette église est à l'origine un château-fort bâti au XIIIe siècle. Elle est brûlée pendant les guerres de Religion puis reconstruite. Sa date d'achèvement est probablement 1626, comme le laisse penser l'inscription figurant sur la clé de voûte.
Du château fort primitif subsistent encore des traces : une tour de guet, une échauguette défendant la porte, des créneaux, des archères et meurtrières sur le mur méridional. Elle est également dotée d'un clocher-mur triangulaire avec cinq cloches datant de 1818, situées dans des baies apparentes à arcades. À l'intérieur, l'église renferme trois statues de bois doré et polychrome représentant la Foi, l'Espérance et la Charité, trois retables anciens, une chaire de style Louis XIII et le tableau de « saint Amand au puits », le saint patron de la paroisse.

## Galerie

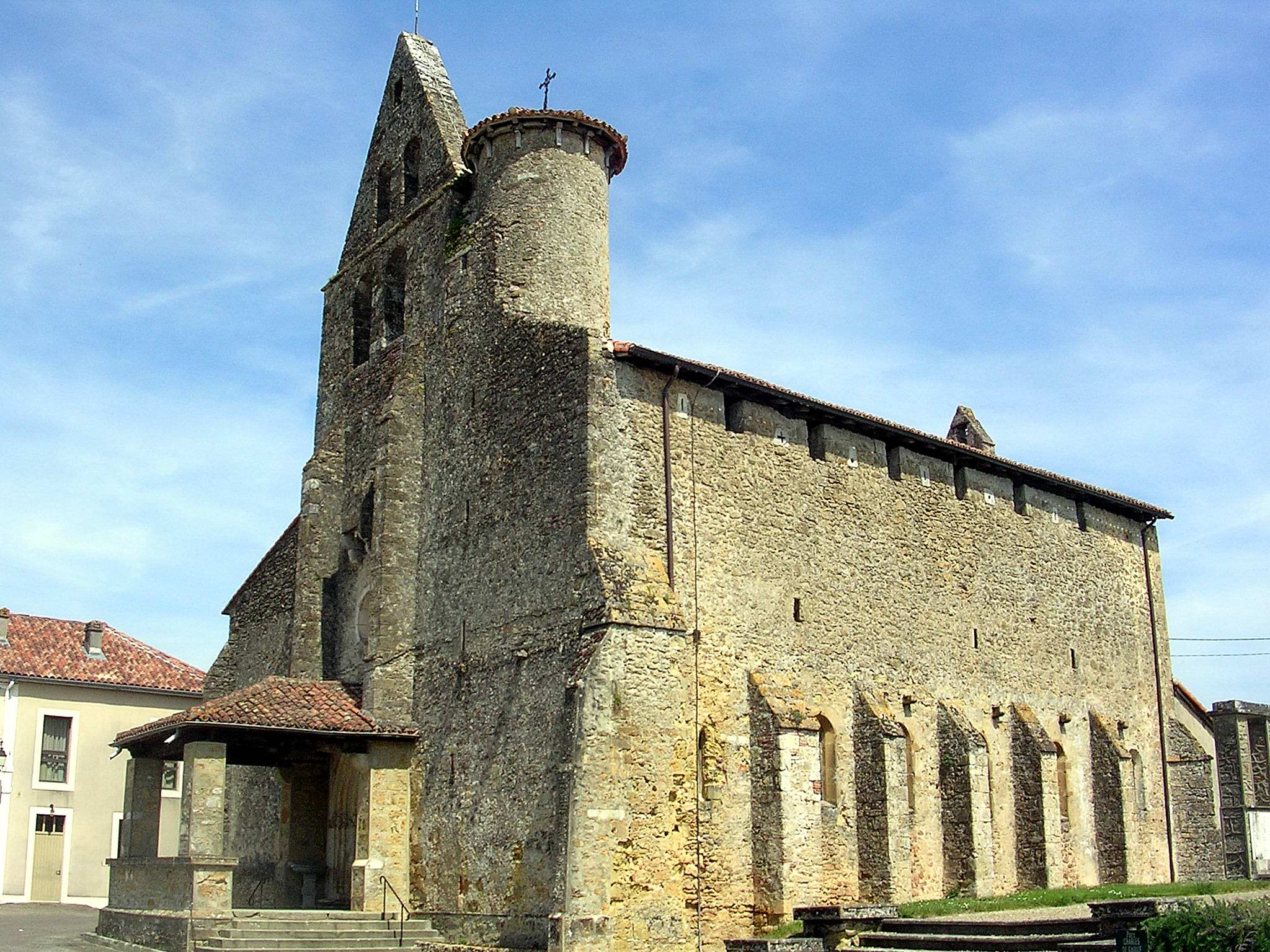
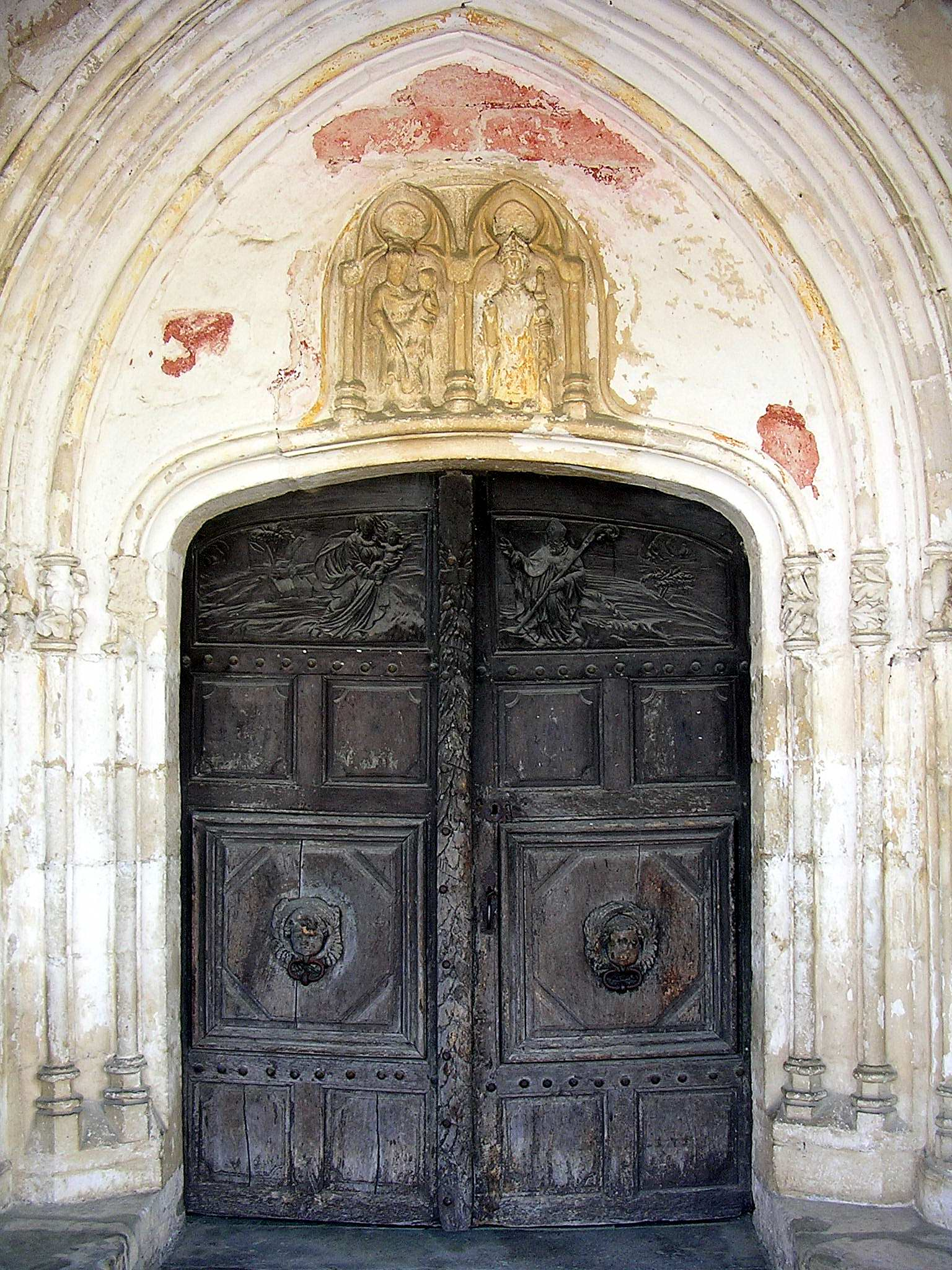